# 普尔雪
普尔雪（法語：Pourcieux，法語發音：[puʁsjø]）是法国普罗旺斯-阿尔卑斯-蓝色海岸大区瓦尔省的一个市镇，属于布里尼奥勒区。

## 地理
普尔雪（43°28'13"N, 5°47'11"E）面积21.23 平方千米，位于法国普罗旺斯-阿尔卑斯-蓝色海岸大区瓦尔省，该省份为法国东南部沿海省份，北起上普罗旺斯阿尔卑斯省，西北角与沃克吕兹省接壤，西接罗讷河口省，南濒地中海，东临滨海阿尔卑斯省。
与普尔雪接壤的市镇（或旧市镇、城区）包括：特雷茨、楠斯莱潘、奥利耶尔、普里耶尔、圣马克西曼-拉圣博姆。

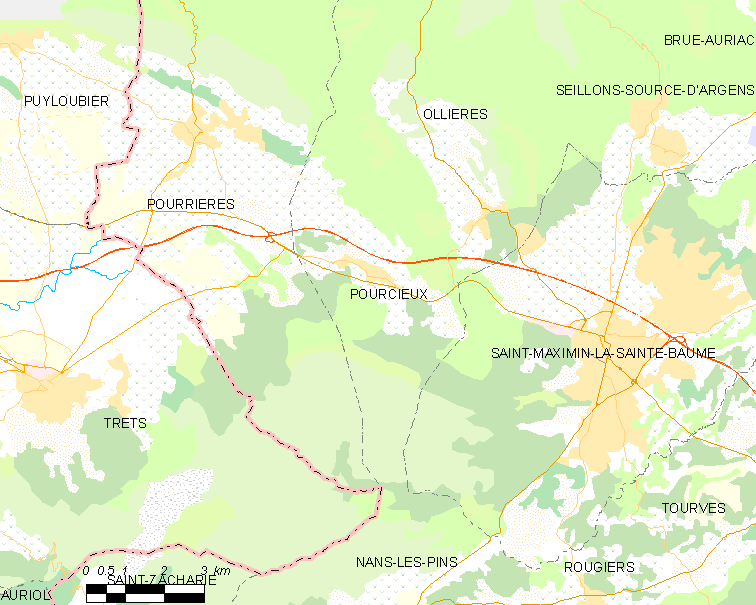
普尔雪的OSM定位图

普尔雪的时区为UTC+01:00、UTC+02:00（夏令时）。

## 行政
普尔雪的邮政编码为83470，INSEE市镇编码为83096。

## 政治
普尔雪所属的省级选区为圣马克西曼-拉圣博姆县。

## 人口

1962-2008年间普尔雪人口变化图示

普尔雪于2022年1月1日时的人口数量为1564人。